# Mury obronne Braniewa
Mury obronne Braniewa – zespół średniowiecznych obwarowań Braniewa, budowanych od początku XIV wieku, w większości rozebranych w XIX wieku.

## Historia

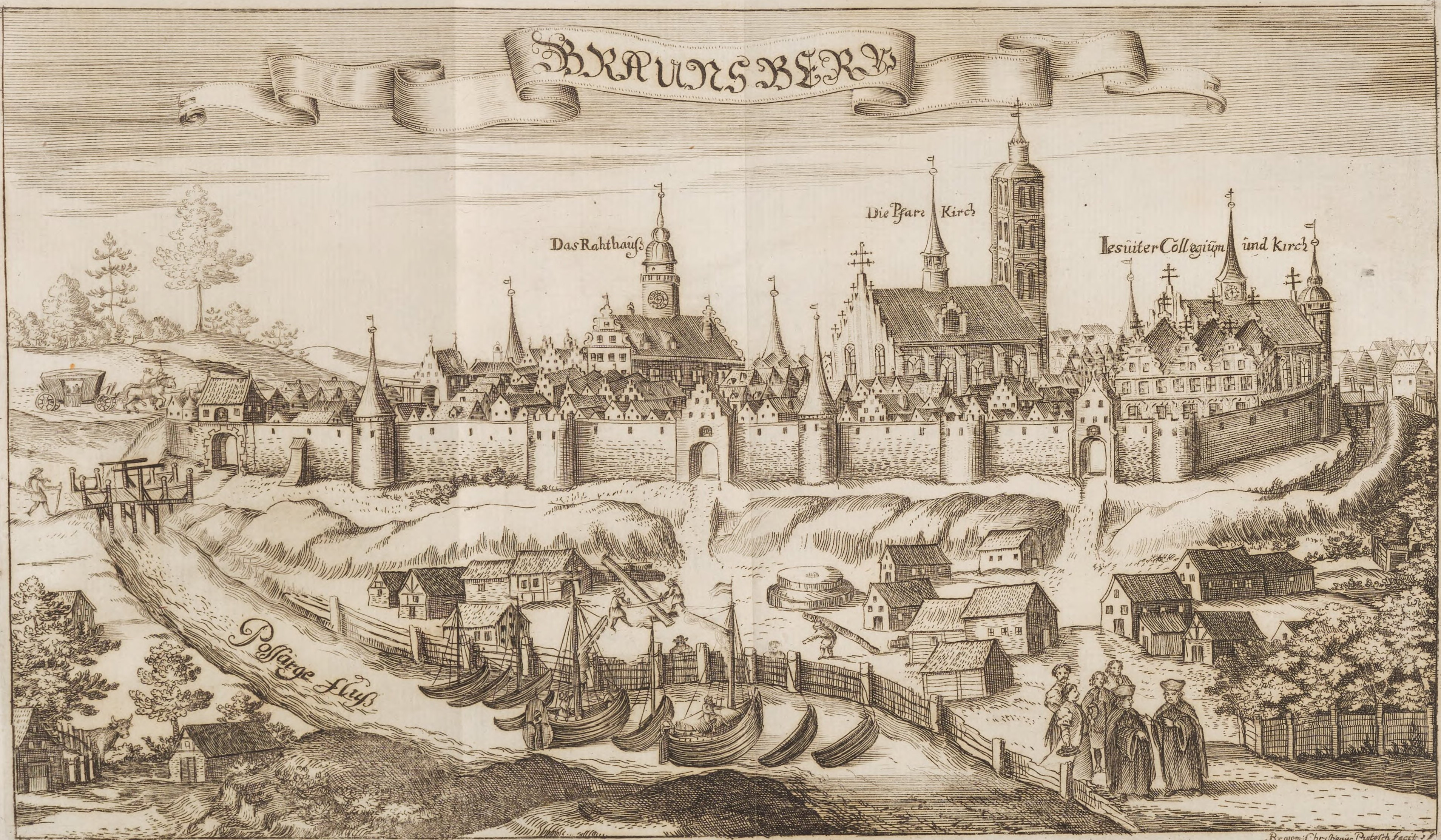
Mury obronne od północnej strony miasta na miedziorycie Hartknocha z 1684

Braniewo zostało założone w 1254 roku przez biskupa Anzelma. Wskutek ciągłych wojen prowadzonych z plemionami pruskim było raz po raz niszczone (w latach 1242 – I powstanie pruskie, 1261 – II powstanie pruskie oraz w 1277), toteż lokację trzeba było powtórzyć w nowym, lepszym, tj. bardziej obronnym miejscu. 1 kwietnia 1284 roku Braniewo ponownie otrzymało przywilej lokacyjny na prawie lubeckim, lecz lokalizację wybrano tym razem nieco w górę rzeki w naturalnym zakolu Pasłęki, które miało osłaniać osadę. W latach 1279–1284 rozpoczęto budowę ziemnego wału, a najwcześniejsza wzmianka o otaczających miasto drewnianych umocnieniach (palisadach) pochodzi z 1300 roku. Drewniano-ziemne obwarowania w XIV wieku zaczęto stopniowo zastępować fortyfikacjami murowanymi. Gdy ze względu na istniejące oddalenie muru obronnego od brzegu rzeki Pasłęki dawał on niedostateczną ochronę miastu, do 1434 roku wzniesiono drugi, zewnętrzny pas obwarowań. Obwarowania Braniewa dobrze spełniały swą rolę, zniechęcając i odstraszając najeźdźców od napaści. Gdy w 1311 roku litewski wódz Witenes najechał i złupił Warmię, to samego Braniewa nie odważył się zaatakować. Również w 1414 roku wojska polskie pod dowództwem Władysława II Jagiełły podczas polsko-krzyżackiej wojny głodowej ominęły miasto, nie podejmując ataku. W 1455 roku nieudane oblężenie starego miasta przeprowadzili Krzyżacy, a z kolei w 1461 roku mieszczanie obronili się przed nocnym atakiem polskich wojsk zaciężnych, prowadzanych przez Jana Skalskiego. Najdłuższe oblężenie Braniewa miało miejsce w 1520 roku podczas ostatniej wojny polsko–krzyżackiej. Dopiero po trzymiesięcznym oblężeniu zostało zajęte przez Krzyżaków dowodzonych przez samego wielkiego mistrza Albrechta Hohenzollerna w Nowy Rok 1520 roku. Podczas okupacji szwedzkiej w latach 1626–1635 Szwedzi na przedpolach miasta, pod nadzorem marszałka Wrangla, wybudowali nowożytne fortyfikacje bastionowe. Umocnienia te przebudowano w latach 1655–1663, podczas kolejnej okupacji Braniewa, tym razem przez Brandenburczyków, co wiązało się ze spadkiem znaczenia pierwotnych obwarowań. Od XVII wieku średniowieczne mury miejskie przestawały pełnić funkcję obronną i zaczęto je obudowywać budami i kramami. Na początku XIX wieku usunięto wszystkie bramy i ich dodatkowe umocnienia, a do 1843 roku rozebrano poszczególne odcinki murów i niektóre wieże.
Architektura
Mury obronne Starego Miasta miały 1,5 metra grubości w przyziemiu i zwężały się ku górze, osiągając tam 0,5 metra. Wzmocnione zostały sześcioma basztami i wieżami: Wieżą Kleszą w północno-zachodnim narożniku, Byczą w narożu północno-wschodnim, Katowską po stronie zachodniej oraz Węglarską wysuniętą w kierunku fosy przed Bramą Wysoką. Po stronie południowej umieszczono Basztę Młyna Kieratowego (nazywaną też Klasztorną lub Mniszek) oraz Błękitną stojąca w fosie przed Furtą Kościelną. Aby zwiększyć obronność, jeszcze w XIII wieku odprowadzono od rzeki Pasłęki kanał, który stał się fosą miejską, zamykającą miasto wodną barierą ze wszystkich stron. Rzeka sama zmieniła wówczas swój naturalny bieg, przez co dawne zakole stało się fosą, a przekopana fosa nowym korytem rzeki. Stan wody w fosie regulowały urządzenia spiętrzające, umieszczone między innymi przy Wieży Błękitnej.
W pierwszej połowie XV wieku (do 1434 roku) obwarowania uzupełniono drugą, niższą linią muru obronnego. Zewnętrzny pierścień wzmocniony był także sześcioma basztami, z których większość była bezimienna. Jedna została wzniesiona w narożniku północno-zachodnim tuż przed Wieżą Kleszą (zachowana do dziś), obok niej po stronie północnej była Baszta Prochowa, a trzy kolejne po stronie północnej i jedna od południa były bezimienne. Mur zewnętrzny został wzmocniony dodatkowymi przedbramiami przy Bramie Wysokiej, Mniszej, Gwoździarskiej oraz furtach Zamkowej i Kościelnej.
Do miasta prowadziło pięć bram i dwie furty. Od zachodu wjeżdżało się Bramą Wysoką (Górną), od północy Bramą Mniszą, Bramą Rybacką (w późniejszym okresie nazywaną Gwoździarską) i Bramą Wodną, a od wschodu Bramą Rzeźniczą (zwaną także Kotlarską) i Młyńską. Oprócz nich istniały jeszcze dwie furty po stronie południowej: Zamkowa i Kościelna.
Z licznych średniowiecznych fortyfikacji miasta zachowały się do czasów współczesnych nieliczne fragmenty murów obronnych, brama wjazdowa do zamku biskupiego, Wieża Klesza, tuż obok niska baszta bezimienna, Wieża Prochowa oraz Wieża Młyna Kieratowego. Częściową renowację murów przy amfiteatrze miejskim przeprowadzono w latach 2010–2011, zaś w 2019 roku z pozyskanych funduszy UE odnowiono 55,3 metrów murów obronnych przy ulicy Kromera.

## Obwarowania Nowego Miasta Braniewa
W 1341 lub 1342 roku biskup Hermana z Pragi wydał dokument lokacyjny dla Nowego Miasta Braniewa. Nowe Miasto założone zostało również przy rzece Pasłęce – na przeciwległym brzegu do Starego Miasta. Powstało ono w miejscu istniejącego tu folwarku biskupiego, liczącego 60 łanów, służącego do utrzymania dworu biskupiego (folwark „Neuhof”, nazywany później „Karwen”). Nowe Miasto miało kształt długiego czworokąta z jedną ulicą główną Marktstraße (współcześnie ul. Kościuszki) oraz kilkoma uliczkami bocznymi. Nie posiadało murowanych obwarowań, jak Stare Miasto, chroniła je jedynie drewniana palisada, a od strony południowo-zachodniej zabezpieczała rzeka Pasłęka i obwarowania Starego Miasta.